# Ferdinand Hrach
Ferdinand Hrach (* 2. Januar 1862 in Wien; † 29. April 1946 in Kleinzell) war ein österreichischer Architekt.

## Leben
Ferdinand Hrach studierte von 1880 bis 1885 Architektur an der Technischen Hochschule Wien, unter anderem bei Karl König. Nach den mit Auszeichnungen bestandenen Staatsprüfungen (1881/1886) absolvierte er von 1885 bis 1887 ein Aufbaustudium an der Akademie der bildenden Künste bei Friedrich von Schmidt; parallel war er für Wilhelm von Doderer und Karl Mayreder tätig. 1887 wurde er Assistent für Hochbau und Architektur an der TH Wien.
1893 wurde er zum außerordentlichen Professor für Hochbau, Städtebau und Baugesetze an der Deutschen Technischen Hochschule Brünn ernannt. Zudem wurde er zum Konservator der k.k. Zentralkommission für Denkmalpflege bestellt. Ab 1893 war er in der II. Staatsprüfungskommission für das Baufach. Ein Jahr später folgte die Mitgliedschaft in der Prüfungskommission für die Baumeisterberechtigung.
Von 1896 bis 1932 war Hrach Professor für Hochbau und Architektur an der Deutschen Technischen Hochschule Brünn. Von 1898 bis 1900 war er Dekan der Bauingenieurschule und von 1901/02 und 1908/09 Rektor der Hochschule ernannt. 1916 wurde er zum Dr. techn. promoviert.
Er war als Architekt vor allem für die Stadt Brünn tätig.
Von 1901 bis 1908 war er zudem im Stadtregulierungskomitee des Stadtrates Brünn tätig. Er war im Preisgerichtskomitee für künstlerische Wettbewerbe.

## Ehrungen und Auszeichnungen
- Ritter des österreichischen Orden der Eisernen Krone (III. Klasse)
- Päpstlicher Gregoriusorden
- Ehrendoktorwürde der Technischen Hochschule Brünn (1932)